# Florencia Chagas
Florencia Chagas (Buenos Aires, Argentina, 27 de junio de 2001) es una baloncestista argentina que juega en la posición de escolta. Actualmente es jugadora de Obras Basket de la Liga Femenina de Básquetbol de Argentina. 	

## Trayectoria
Chagas empezó con el baloncesto en CASA de Padua, donde jugó minibasket junto a varones. Luego pasó por las canteras de Vélez, Los Indios de Moreno y Deportivo Berazategui. En ese último club comenzó a competir en las categorías superiores. 
En julio de 2017 participó del Basketball Without Borders en Bahamas, siendo observada por reclutadores de las universidades de Estados Unidos. Sin embargo la jugadora argentina optó por continuar su carrera en Italia. De ese modo en los años siguientes jugaría para el Famila Basket Schio, el USE Basket Empoli y el Magnolia Campobasso.
Su nombre fue incluido en el Draft de la WNBA de 2021, donde fue seleccionada por  Indiana Fever en la tercera ronda con el puesto 31. De todos modos nunca fue formalmente incorporada a la franquicia.
Durante 2022 disputó la Tauihi Basketball Aotearoa de Nueva Zelanda defendiendo la camiseta del Tokomanawa Queens. Al finalizar la temporada -la cual fue dominada por su equipo-, Chagas fue reconocida como la Youth Player of the Year. Posteriormente se unió al Araski AES para actuar en la temporada 2022-23 de la Liga Femenina Endesa.
En mayo de 2023 se unió al club uruguayo Aguada solo para disputar la fase final de la Liga Sudamericana Femenina de Clubes. Al mes siguiente retornó al 
Famila Basket Schio, club al que había dejado en 2020. Sin embargo en enero de 2024 se unió al Tarbes Gespe Bigorre de la LFB de Francia, donde sólo jugó 5 partidos oficiales antes de lesionarse y perderse el resto de la temporada.   
En junio de 2024 reforzó a Obras Basket en la fase final de la Liga Sudamericana de Baloncesto Femenino.
Tras actuar en una nueva temporada de la Tauihi Basketball Aotearoa con las Tokomanawa Queens, en enero de 2025 retornó a Obras Basket, pero esta vez para disputar la Liga Femenina de Básquetbol. En ese torneo logró superar la marca histórica de triples en un mismo partido de Liga Femenina, hasta ese momento en manos de Marta Tudanca, Malena Velasco Sosa, Carolina Sánchez, Tainá Da Paixão, Laila Raviolo y Luciana Delabarba, tras anotar 8 triples en 13 intentos en un partido de cuartos de final ante Náutico (Rosario).

### Clubes
| Club                  | País          | Año             |
| --------------------- | ------------- | --------------- |
| Deportivo Berazategui | Argentina     | 2016 - 2018     |
| Famila Basket Schio   | Italia        | 2018 - 2020     |
| USE Basket Empoli     | Italia        | 2020 - 2021     |
| Magnolia Campobasso   | Italia        | 2021 - 2022     |
| Tokomanawa Queens     | Nueva Zelanda | 2022            |
| Araski AES            | España        | 2022 - 2023     |
| Aguada                | Uruguay       | 2023            |
| Famila Basket Schio   | Italia        | 2023 - 2024     |
| Tarbes Gespe Bigorre  | Francia       | 2024            |
| Obras Basket          | Argentina     | 2024            |
| Tokomanawa Queens     | Nueva Zelanda | 2024            |
| Obras Basket          | Argentina     | 2025 - Presente |

## Selección nacional
Chagas jugó en los seleccionados juveniles de baloncesto de Argentina desde 2014 hasta 2018. En el Campeonato Mundial de Baloncesto Femenino Sub-17 de 2018 se convirtió en la primera jugadora en la historia en conseguir un triple-doble en el torneo de la categoría. Asimismo -junto a Sol Victoria Castro, Sofía Acevedo y Victoria Gauna- integró el equipo argentino de baloncesto 3x3 femenino que participó de los Juegos Olímpicos de la Juventud 2018, el cual terminó en el sexto puesto del certamen. 
Actualmente forma parte de la selección femenina de básquetbol de Argentina. Disputó la FIBA AmeriCup de 2023 y el Campeonato Sudamericano de Baloncesto Femenino de 2024.

## Vida privada
Florencia Chagas es hermana de Luciana Chagas, quien también juega al baloncesto de manera profesional y representa internacionalmente a Uruguay, ya que el padre de ambas es uruguayo.